# NGC 91
NGC 91 – gwiazda o jasności 14,4m znajdująca się w gwiazdozbiorze Andromedy. Jako pierwszy skatalogował ją R.J. Mitchell – asystent Williama Parsonsa 26 października 1854 roku lub Herman Schultz 17 października 1866 roku.